# Санті-Боніфаціо-е-Алессіо

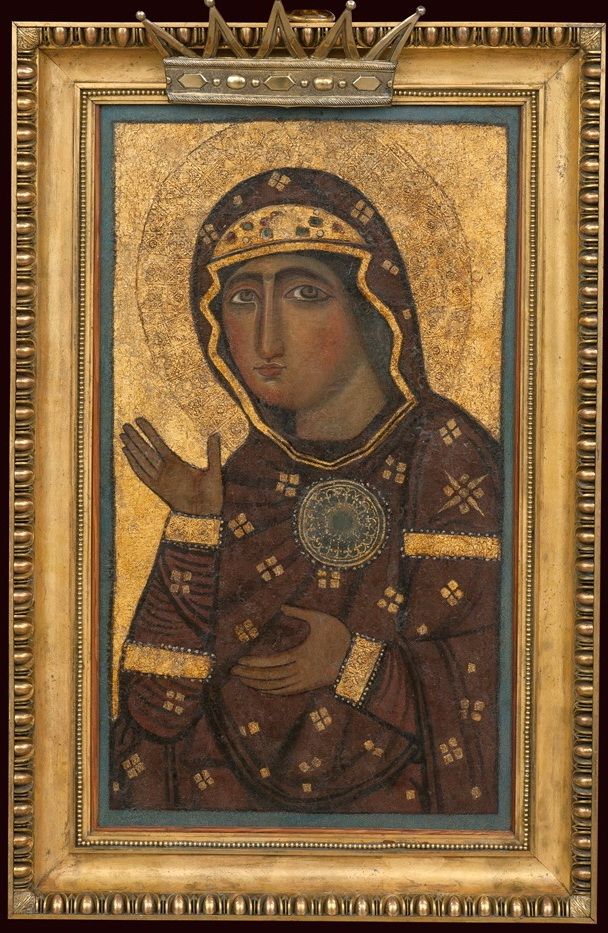
Мадонна Сант-Алессiо (Madonna di Sant’ Alessio (Madonna dell' Intercessione)

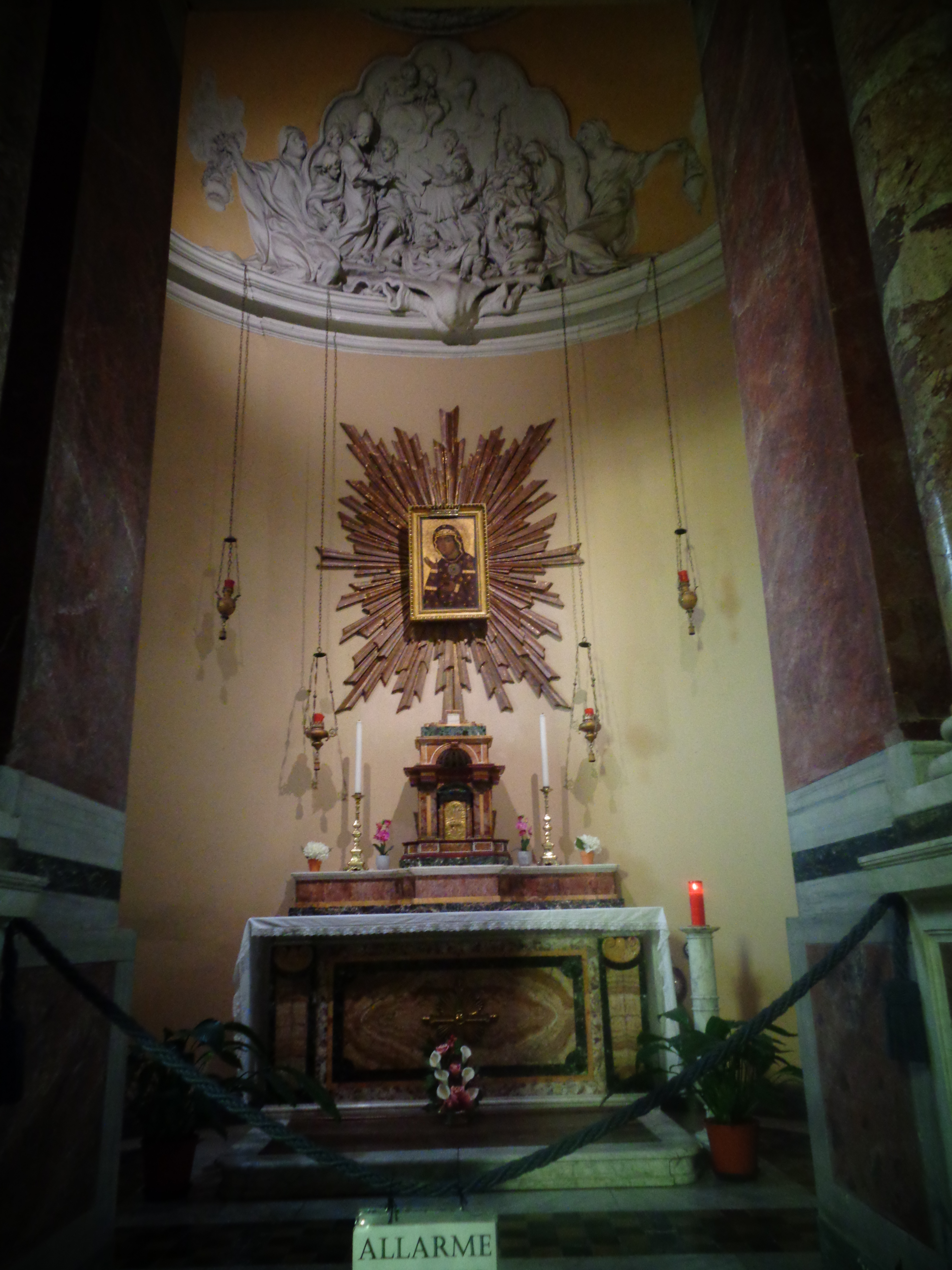
Капелла Св. Причастия и Мадонна ди Сант-Алессiо

Санті-Боніфаціо-е-Алессіо — Базиліка святих мучеників Боніфатія (Боніфація) і Олексія (лат. Sancti Bonifatii et Alexii). Розташована на Авентінському пагорбі у Римі. Була істотно перебудована у XVIII столітті в стилі бароко, хоча зберегла романські крипту та дзвіницю XII–XIII століть. Головними святинями храму є мощі святих Боніфатія і Олексія, що почивають під головним вівтарем і Едесська ікона Божої Матері, яку називають Мадонна ді Сант-Алесіо.

## Історія
Первісна церква на місці нинішньої базиліки була побудована у кінці V століття. Відомості про шанування святого мученика Боніфатія, чиї мощі зберігалися в цій каплиці, відносяться до початку VII століття. Подальша традиція пов'язує місце будівництва церкви з будинком Евфіміана і Аглаіди — батьків святого Олексія, де пройшли останні сімнадцять років його життя. 
До X століття на Авентіні склалася велика грецька колонія, ядро якої склали православні, що втекли в Рим від переслідувань іконоборців у VIII–IX століттях. Богослужіння у прилеглих церквах Санта Марія ін Космедін і Сан Джорджіо ін Велабро велися за грецьким обрядом. У 977 році церква святого Боніфатія була передана папою Бенедиктом VII  митрополиту Сергію Дамаському. Сергій заснував тут монастир, в якому жили монахи грецького і латинського обряду. 
З прибуттям на Авентінському пагорб грецьких монахів пов'язується і шанування святого Олексія, ім'я якого з'являється в римських святцях у X столітті. У 986 році монастирський храм був освячений вже на честь двох святих — Боніфатія і Олексія. Заснований Сергієм монастир, згодом відомий як «Обитель Святих», протягом наступних століть був одним з духовних центрів Італії, а його ченці вели місіонерську роботу у Східній Європі. Найвідомішим з вихідців Авентінської обителі є святий Адальберт Празький. З місіонерською діяльністю ченців обителі пов'язується швидке поширення шанування святого Олексія по всій католицькій Європі.
У понтифікат Гонорія III (1216—1227), що походив із знатної римської сім'ї Савеллі, яка володіла прилеглої фортецею Рокка-Савеллі, церква була перебудована у трьохнавову базиліку, бічні нави якої були відокремлені від основної аркадами, що спираються на вісім колон з кожного боку. Під час перебудови в 1216 мощі святого Олексія були знайдені і поміщені під головним престолом базиліки. При цьому ж папі підлогу базиліки, що збереглася і при подальших перебудовах, було виконаний у стилі косматеско.
Базиліці покровительствував і ще один папа з родини Савеллі — Гонорій IV (1285—1287). У 1426 монастир і базиліка були передані папою Мартіном V ордену ієронімітів-обсервантів, які володіли ними протягом наступних чотирьох століть. Ієроніміти внесли деякі зміни у вигляд базиліки в кінці XVI — початку XVII століть, зафіксовані у книзі «Il Tempio e monasterj dei Santi Bonifacio ed Alessio», написаної в 1752 році міланським абатом Феліче Маріа Неріні (1705—1787). У 1587 році базиліка була зведена в ранг кардинальської, тобто її титулярним намісниками стають виключно кардинали.
Свій нинішній вигляд базиліка святих Боніфатія і Олексія придбала в результаті значної перебудови, розпочатої ієронімітами напередодні ювілейного 1750 і завершеною у 1755 році. Роботи велися за проектом Джованні Баттіста Ноллі (1701—1756) з Комо, а після його смерті були завершені римським архітектором Томмазо де Маркі (1693—1759). Засоби для перебудови були виділені титулярним кардиналом базиліки Анджело Марія Кверіні (1680—1755), єпископом Брешії і «архіваріусом святої Римської Церкви». В результаті перебудови базиліка отримала нинішній бароковий вигляд і розміри: 50 метрів в довжину, 23 — в ширину і 19 — у висоту. Було збережено крипту і дзвіницю XII–XIII століть, а також візантійський хрест X століття що вінчає тимпан.
У 1846 році базиліка святих Боніфатія і Олексія і монастир були передані папою Пієм IX  нинішнім власникам-Братству кліриків Сомаскі. При них були завершені роботи з оздоблення головної нави під керівництвом Мікеле Оттавіані і абсиди під керівництвом Карло Гавардіні (1811—1869) з Пезаро.

## Поховання
- Антоніо Манчіні (1852—1930) — італійський художник, імпресіоніст.

## Титулярна церква
Церква Санті Боніфаціо е Алессіо є титулярною церквою, кардиналом-священиком з титулом церкви Санті Боніфаціо е Алессіо з 27 серпня 2022 року є бразильський кардинал Паулу Сезар Кошта.